# 페르난두 페소아
페르난두 안토니우 노게이라 페소아(포르투갈어: Fernando António Nogueira Pessoa, 포르투갈어 발음: [fɨɾˈnɐ̃du pɨˈsoɐ], 1888년 6월 13일~1935년 11월 30일)는 포르투갈의 시인, 작가, 문학 평론가, 번역가, 철학가이며 20세기 문학에서 가장 중요한 인물 중 한 명이자 포르투갈어 최고의 시인으로 손꼽힌다. 그는 영어와 프랑스어로도 글을 썼고 번역했다.
페소아는 자신의 실명뿐만 아니라 대략 75개의 다른 이름으로 많은 글을 썼다. 그는 이를 “필명”이 아닌 “이명”이라 불렀는데, 이는 각 개인의 진정한 지성을 그가 파악하지 못했다고 생각했기 때문이다.

## 더반에서 보낸 어린 시절

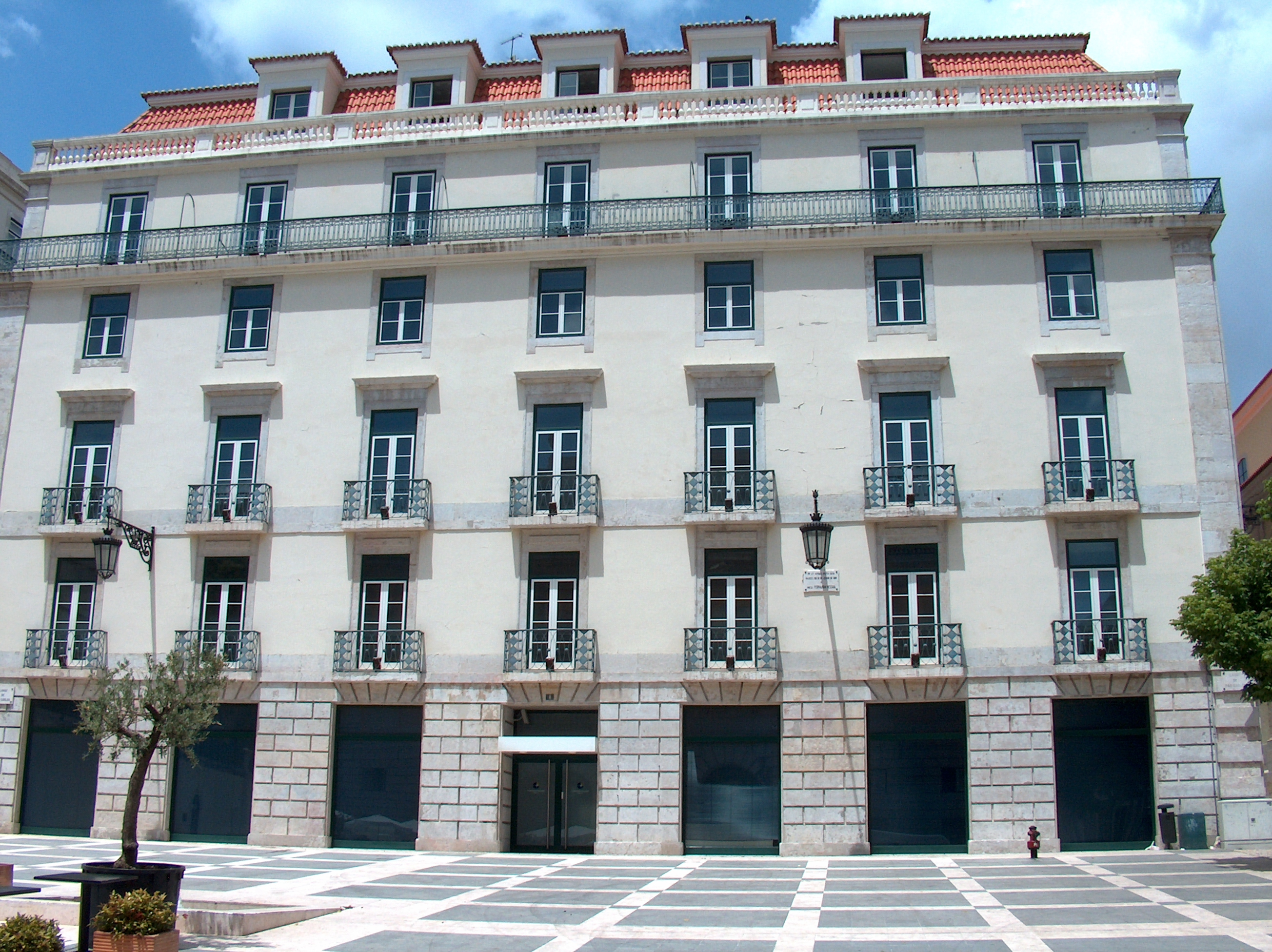
Pessoa's birthplace: a large flat at São Carlos Square, just in front of Lisbon's opera.

페소아는 리스본에서 태어났다. 1893년 7월 13일, 페소아가 다섯 살이었을 때 아버지 조아킹이 폐결핵으로 사망하였고 이듬해 1월 2일 한 살이었던 남동생 조지도 사망하였다.
1893년 12월 31일, 어머니 마리아 마달레나가 두 번째 결혼을 한 이후 페소아는 양아버지와 함께 살기 위해 남아프리카로 향했다. 양아버지는 당시 영국의 식민지였던 나탈의 수도, 더반에 주재하는 포르투갈 영사였다.

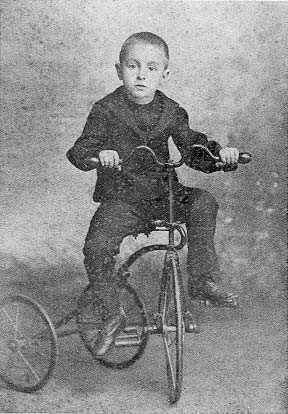
Last year in Lisbon before moving to Durban, 1894, aged 6.

그는 후에 다음과 같이 서술했다.
어렸을 적의 일 중 나의 방향을 바꿀 수 있을 만큼 명확하고 중요했던 일은 단 하나, 아버지의 죽음이었다. 어머니의 두 번째 결혼은 내가 정확하게 기억할 수 있는 또다른 일 중 하나인데, 더반 주재 포르투갈 영사였던 양아버지로 인해 더반에서 받게 된 영국식 교육은 내 삶에 지대한 영향을 끼쳐 내 운명을 좌우한다는 점에서 나에게도 중요한 일이었다.
위의 일들과 관련이 있는 항해 날짜는 (기억나는 대로 썼다.)
처음으로 아프리카에 간 날 - 1896년 1월 초에 리스본을 떠났다.
	돌아온 날 - 1901년 8월 1일 오후에 더반을 떠났다.
	두 번째로 아프리카에 간 날 - 1902년 9월 20일 즈음 리스본을 떠났다.
	돌아온 날 - 1905년 8월 20일에 더반을 떠났다.

페소아는 어린 시절 아일랜드와 프랑스 수녀들에 의해 운영되던 요셉 성모학교에서 교육받았다. 1899년 4월에는 더반 고등학교로 전학하였고, 영어에 능숙해지면서 영문학에 대한 인식을 키워나갔다. 케이프타운 대학에서 치른 대학 입시 시험에서는 최고의 영어 에세이에 수여되는 빅토리아 여왕 기념상을 받았다. 대학 입학 준비를 하던 때에 야간으로 1년간 더반 상업 고등학교에 다니기도 하였다.

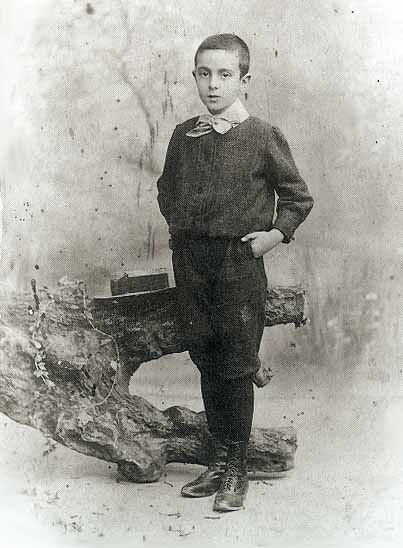
Pessoa in Durban, 1898, aged 10.

그와 동시에 페소아는 영어 단편을 쓰기 시작했는데, 그 중 몇몇은 데이빗 머릭이라는 이명으로 쓰였고 대부분이 미완성이다. 열여섯 살 무렵 C.R.애넌이라는 이명으로 쓰인 그의 시 "Hillier did first usurp the realms of rhyme…" 가 The Natal Mercury (1904년 7월 6일자) 에 실렸고, 12월에는 더반 고등학교 교지에 그의 에세이 “매콜리” 가 실렸다. 1905년 2월부터 6월, The Natal Mercury의 “The Main in the Moon” 섹션에는 그의 소네트가 네 편 이상 실렸는데, "조지프 체임벌린", "영국에 I", "영국에 II" 그리고 “자유"였다.
페소아는 종종 시에서 애넌이라는 이름을 여러 방법으로 차용했다. 그는 어렸을 때부터 이명을 사용하였는데, 가장 처음으로 사용한 것은 어린 시절, 아마도 프랑스 귀족에게서 차용한 듯한 슈발리에 드 파 라는 이름이었다. 찰스 로버트 애넌과 데이빗 머릭에 이어, 페소아는 호레이스 제임스 파버, 알렉산더 서치등의 다른 이명도 사용하기 시작했다.

불안의 책의 서문에서, 페소아는 자신에 대해 다음과 같이 서술했다.
그는 지켜야 할 의무라곤 없는 사람이었다. 어렸을 때부터 혼자 자랐다. 어느 집단에도 속해본 적이 없었다. 학교를 다닌 적도 없었다. 어떤 단체의 일원이 된 적도 없었다. 많은 사람이 그러하듯 - 생각해보면 다들 그렇지 않은가? - 그가 인생에서 맞닥뜨린 우연한 상황들은 희한하게도, 무기력과 고립된 본능의 형상을 따라 본능의 모양대로 잘 맞아떨어졌던 것이다.

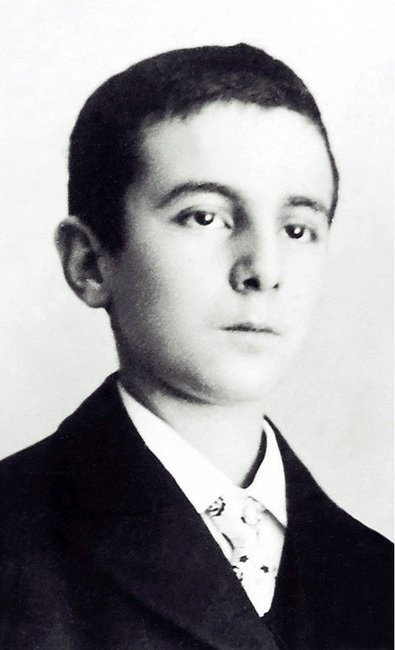
Pessoa in 1901, aged 13.

페소아의 동창 중 한 명은 어린 시절의 페소아에 대해 다음과 같이 이야기했다.
그를 얼마간 알고 지냈는지 정확하게 말하는 건 힘들지만, 그와 함께 학교를 다녔던 1904년 1년 내내 그에 대해선 감탄 뿐이었다.  그때 그가 몇 살이었는지는 모르나, 아마 15, 16살 즈음이었을 것이다 […]
그는 창백하고 말랐으며 어딘가 결함이 있어 보였다. 몸집이 작았고 늘 구부정하게 서있었다. 기이한 자세로 걸었으며, 시력이 나쁜 탓에 눈도 어쩐지 기이하게 보였고 눈꺼풀은 눈 위로 지나가는 듯 했다 […]
그는 어렸을 때부터 영어를 배운 게 아니었음에도 불구하고 빠르게 익혀 대단한 성과를 보였기 때문에 주위로부터 똑똑하다는 평을 들었다. 같은 학급의 다른 학생들보다 어렸지만 그들과 어울리거나 앞지르는 데에 아무런 문제가 없었다. 그는 나이에 비해 깊고 넓게 생각했으며, 언젠가 나에게 썼던 편지에서 “대부분의 특수한 불리함이 주는 여러 가지 부담”에 대해 토로하곤 했었다 […]
그는 체력을 기르는 스포츠는 하지 않았으며 여가 시간엔 책을 읽는 것 같았다. 우리는 그가 너무 열심히 공부하고 있어서 몸이 상할지도 모른다고 생각했다.

아프리카에 온 지 10년이 지나 열일곱 살이 된 그는 리스본으로 돌아갔다. 이 여정에서 받았던 영감은 훗날 알바루 드 캄푸스의 이름으로 1915년 3월 오르페우 1호에 실린 시 “Opiário" (시인이자 작가였던 그의 친구 마리우 드 사카르네이루에게 헌정되었다.) 와 1915년 6월 오르페우 2호에 실린 시 "Ode Marítima” (미래파 화가 산타 리타 핀토르 에게 헌정되었다.)에 영향을 미쳤다.

## 리스본에서 보낸 성인 시절

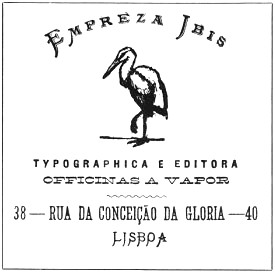
"Ibis Enterprise", the first firm established by Pessoa, in 1909.

그의 가족은 모두 남아프리카에서 있었지만, 페소아는 외교를 배우기 위해 1905년 리스본에 돌아왔다. 그러나 병치레와 더불어 2년간 아무런 성과를 얻지 못했고, 주앙 프랑코 수상의 독재에 대항한 동맹 휴교로 인해 그의 학업은 끝이 났다. 그 때부터 페소아는 도서관에서 대부분의 시간을 보내며 끊임없이 읽고 홀로 공부하기 시작한다. 1907년 8월 그는 R.G. Dun & Company (현재 D&B, Dun & Bradstreet) 라는 미국의 상업 회사에서 일하게 된다. 9월에는 조모가 사망하여, 물려받은 약간의 유산으로 독립 출판사 Empreza Ibis를 설립하였는데, 이 사업은 비록 실패로 돌아가 1910년에 문을 닫았지만 ibis라는 이름은 지금도 그의 중요한 상징 중 하나로 여겨지고 있다.
페소아는 제대로 끝내지 못한 자신의 학문으로 돌아와, 그가 받은 영국식 교육에 스스로 공부한 포르투갈 문화를 덧붙였다. 이전에 페소아의 의붓삼촌 산토스 로사가 어린 페소아에게 포르투갈 문학, 특히 19세기의 낭만주의와 상징주의에 대해 알려주었을 때와 마찬가지로, 1908년에 벌어진 찰스 1세와 황태자 루이스 필립의 암살을 둘러싼 혁명 직전의 분위기와 1910년 10월 5일 혁명으로 인한 애국심의 표출은 페소아의 문학이 싹트는 데에 영향을 주었다. 1912년 페소아는 문화 잡지 아기아에 한 편의 비평을 기고하며 문학의 세계로 들어섰는데, 당시 이 비평이 포르투갈의 지식인들 사이에 불러일으킨 토론은 세기적이었다. 1915년, 페소아와 마리우 드 사카르네이루, 알마다 네그리로스를 비롯한 예술가들과 시인들은 문학 잡지 오르페우를 창간하여 모더니즘 문학을 포르투갈에 소개하기 시작했다. 단 두 호가 발간되었으며 (1915년 1분기와 2분기) 자금 사정으로 인해 3호는 발간되지 못하다가 여러 해가 지나 1984년에서야 출간되었다. 오르페우에는 페소아 자신의 실명과 모더니즘을 대표하는 이명 알바루 드 캄푸스의 작품들이 실렸다.
이후 예술가 루이 바즈와 함께 아테나 (1924–25)라는 또다른 예술 저널을 창간하였으며, 여기에는 이명 알베르투 카에이루와 히카르두 헤이스의 작품이 실렸다. 그는 작가, 번역가, 문학 비평가, 정치 평론가로서 A Águia (1912–13), Teatro (1913), A Renascença (1914), O Jornal (1915), Orpheu (1915), Exílio (1916), Centauro (1916), Terra Nossa (1916), Portugal Futurista (1917), Acção (1919-20), Ressurreição (1920), Contemporânea (1922–26), Athena (1924–25), Diário de Lisboa (1924–35), Revista de Comércio e Contabilidade (1926), Sol (1926), O Imparcial (1927), Presença (1927 -34), Notícias Ilustrado (1928-30), Girassol (1930), Revolução (1932), Descobrimento (1932), Fama (1932–33), Fradique (1934), Sudoeste (1935) 등의 다양한 잡지와 신문에 기여했다.

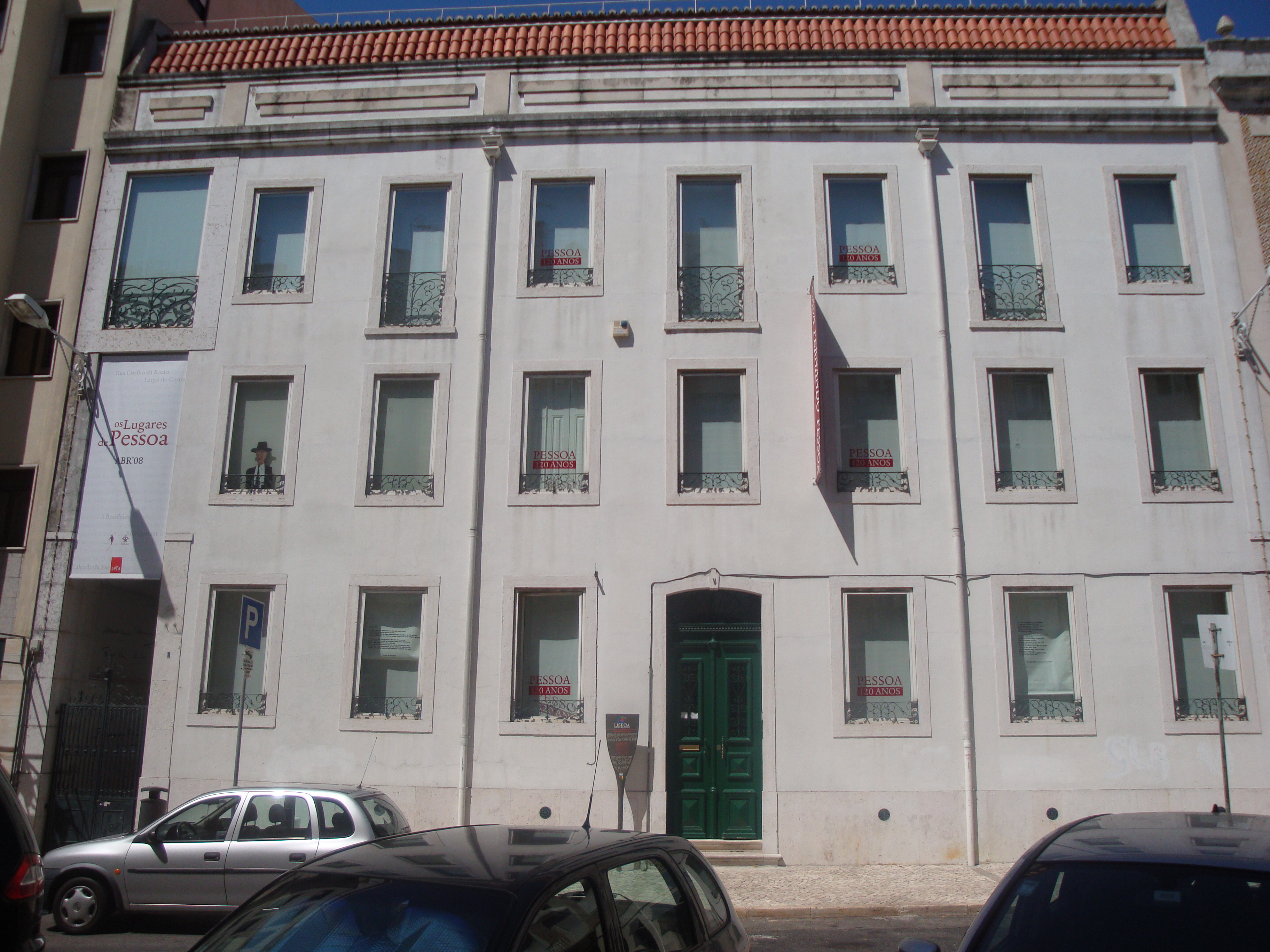
Pessoa's last home, from 1920 till his death, in 1935, currently the [http://casafernandopessoa.cm-lisboa.pt Fernando Pessoa Museum

## 산책자로서의 페소아
열일곱살이 되어 포르투갈로 돌아온 페소아는 이후 리스본 밖으로 거의 나가지 않았는데, 알바루 드 캄푸스의 이명으로 쓴 시 “다시 돌아온 리스본" (1923 and 1926)에는 이 시기에 받은 영감들이 잘 드러난다. 1905년부터 1920년, 양아버지의 죽음으로 그의 가족이 프리토리아에서 돌아오기 전까지 페소아는 경제 사정과 개인적인 문제들 때문에 열네번의 이사를 했다.
페소아는 자신의 이명 중 하나인 베르나르두 소아르스에 객관적인 산책자의 시선을 불어넣었다. 소아르스는 두라도스 가의 사무실에 앉아 바스케스 사장 밑에서 일하는 회계사로 그려졌다. 또한 소아르스는 페소아가 오랫동안 프리랜서 번역가로서의 경력을 쌓아왔던 바로 그 번화가에 산다고 설정되어 있었다. 1907년부터 1935년에 사망하기 전까지 페소아는 스물한 군데의 회사에서 일했는데, 두 세 군데를 동시에 다니는 일도 있었다. 불안의 책에서 베르나르두 소아르스는 이 장소들이 풍겼던 분위기에 대해 묘사하고 있다.
1910년 오르페우에 기여한 젊은 작가들과 예술가들의 성지 중 하나였던 A Brasileira 앞에는 페소아가 탁자에 앉아있는 모양의 동상이 있다. 시아두의 고급 지역에 위치한 이 카페는 오페라 하우스 앞에 있는 페소아의 출생지와도 매우 가깝다. 나중에 그는 코메르시우 광장에 있는 카페 Martinho da Arcada 의 단골이 되었는데, 백 년 넘게 이어져 온 이 카페는 1920-1930년대에 걸쳐 그가 개인적인 사무를 보거나 친구를 만나는 등 거의 자기 사무실처럼 썼던 곳이다.

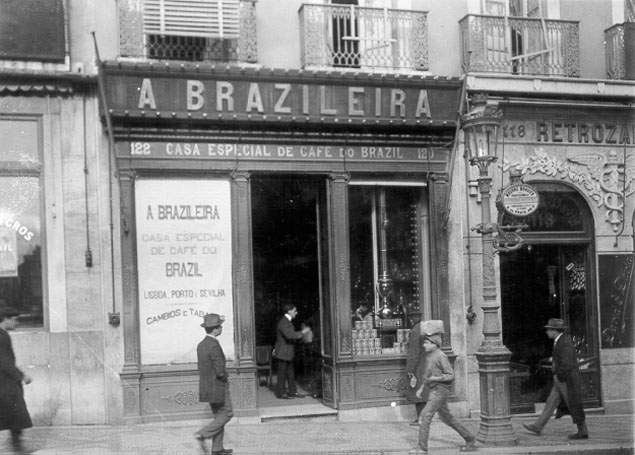
Coffee house "A Brasileira", established in 1905, the year Pessoa returned to Lisbon.

1925년, 페소아는 리스본에 대한 안내 책자를 영어로 쓰기도 하였다.

## 일생을 쓰다

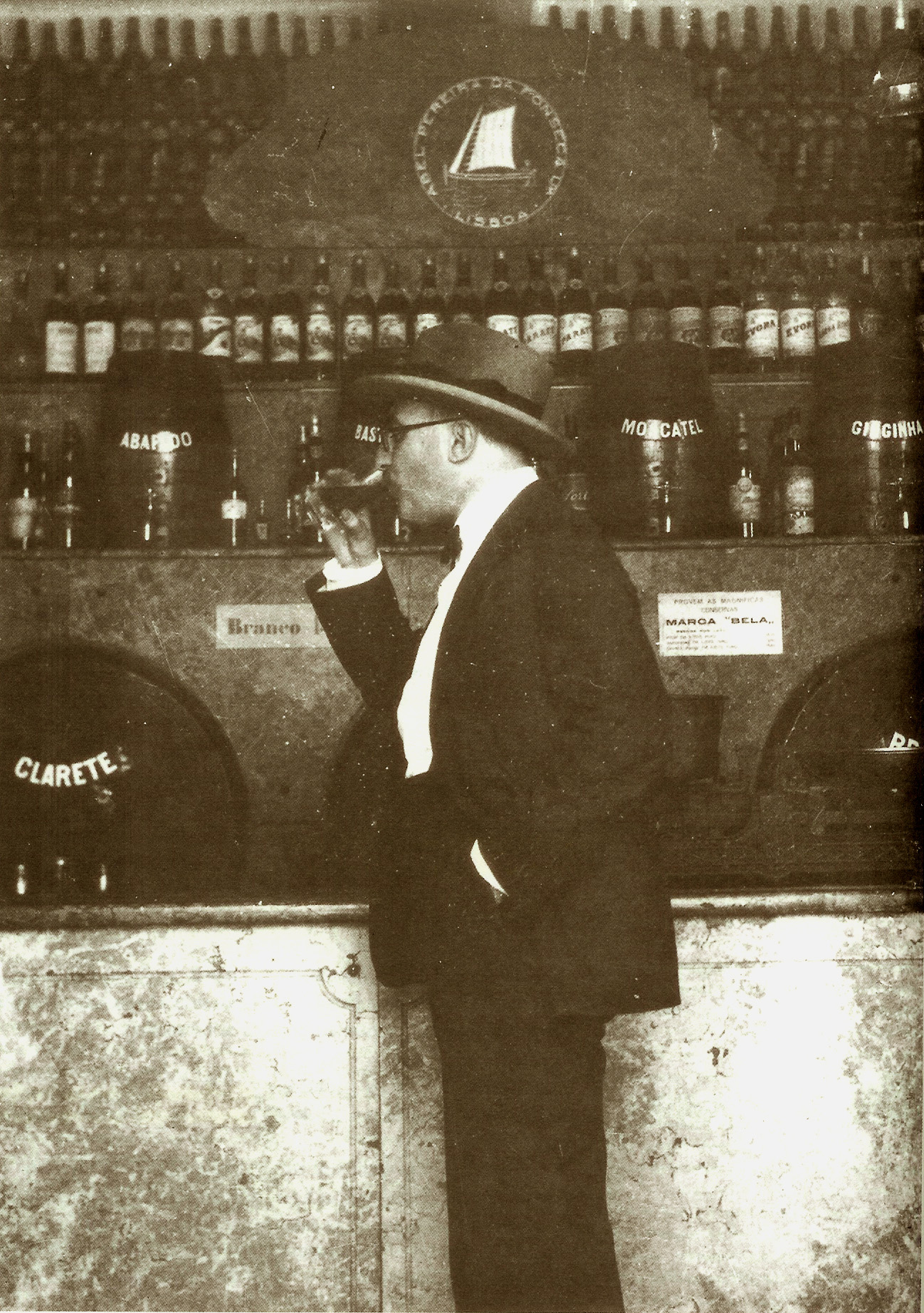
Pessoa in 1929, drinking a glass of wine in a tavern of Lisbon's downtown.

젊었을 적 그는 셰익스피어, 밀턴, 포프 등의 고전파와 셸리, 바이런, 키츠, 워즈워스, 콜리지, 테니슨과 같은 낭만주의 시인들에게 많은 영향을 받았다. 1905년 리스본에 돌아온 이후에는 프랑스의 샤를 보들레르와 스테판 말라르메, 그리고 포르투갈의 시인 안테루 드 켄탈, 안토니우 고메스 레알, 세자리우 베르드, 안토니우 노브르 등에게 많은 영향을 받았으며 나중에는 W.B.예이츠, 제임스 조이스, 에즈라 파운드, T. S.엘리엇 등의 모더니즘 작가들에게도 영향을 받았다.
1차 세계 대전이 벌어지던 무렵 페소아는 출판사에 찾아가 자신의 영문시집 “성난 연주자”(이 시집은 살아생전 발간되지 못했다)를 출판하고 싶다고 했으나 거절당했다. 그러나 시집에 있던 시 중 한 편은 1920년, 권위 있는 문학 잡지 중 하나인 아테네움에 실렸으며 그 후에도 페소아는 “안티노오스”와 “서른 다섯 편의 소네트”등의 영문시집을 발간하였다. 몇 친구들과 함께 그는 또 다시 출판사를 차렸는데, 올리시포 라는 이름의 이 출판사에서는 페소아의 영문시집 1-2와 3, 알마다 네그리오스의 “화창한 날의 발명”, 안토니우 보토의 “노래들”, 라울 레알의 “신격화된 소돔” 등이 발간되었다. 그러나 페소아가 잡지 “동시대”에 기고했던 “안토니우 보토와 포르투갈의 미학적 이상”이라는 논문이 “소돔의 문학”이라 알려진 논쟁을 불러일으키면서, 올리시포는 1923년에 문을 닫게 된다.
페소아는 자신을 “신비스러운 애국주의자” 라고 생각했으며, 비록 군주제에 동조했으나 군주제의 부활을 반기지는 않았다. 페소아는 자기 자신을 영국 전통에 맞는 보수적인 사람이라고 표현했다. 그는 거침없는 지식인이었으며 공산주의와 사회주의와 파시즘과 가톨릭을 반대했다. 1917년과 1926년에 일어난 군사 쿠데타를 지지했으며 1928년 군사 독재를 지지하는 평론을 쓰기도 하였으나 1933년 포르투갈 제2공화국이 들어서자 정권에 환멸을 느끼고 1935년에는 살라자르와 파시즘을 비판하는 글을 썼다. 그리고 1935년 초, 프리메이슨에 대한 글을 쓴 것을 이유로 살라자르 정권에 의해 탄압을 받기도 하였다.
1935년 11월 29일 복통과 고열로 인해 병원에 실려 온 페소아는 다음과 같은 유서를 남겼다. “내일이 무엇을 가져다 줄지 나는 알지 못한다”. 그는 다음 날인 30일 오후 8시 즈음 사망하였는데, 이 때 그의 나이 47세였다. 사인은 지금도 논란거리 중 하나로, 알코올 중독에 의한 간경변이나 췌장염으로 추정되고 있다.
살아생전 그는 영어로 네 권, 포르투갈어로 단 한 권의 책을 출판하였다. 그러나 그가 남기고 간 미완성 원고와 아직 출판되지 못한 글, 개요만 있는 채로의 글들이 어마어마하게 쌓여 있고 지금도 이를 정리하는 작업이 진행 중에 있다. (포르투갈 국립 도서관에서 1988년까지 정리한 결과만 해도 25,574 페이지에 달한다고 한다.)
사후 50년이 흘러 1985년 페소아의 유골은 바스코 다 가마, 루이스 드 카몽이스 등의 포르투갈 문호들이 묻혀 있는 제로니무스 수도원으로 옮겨졌다. 그의 초상화는 100이스쿠두 지폐에도 그려져 있다.

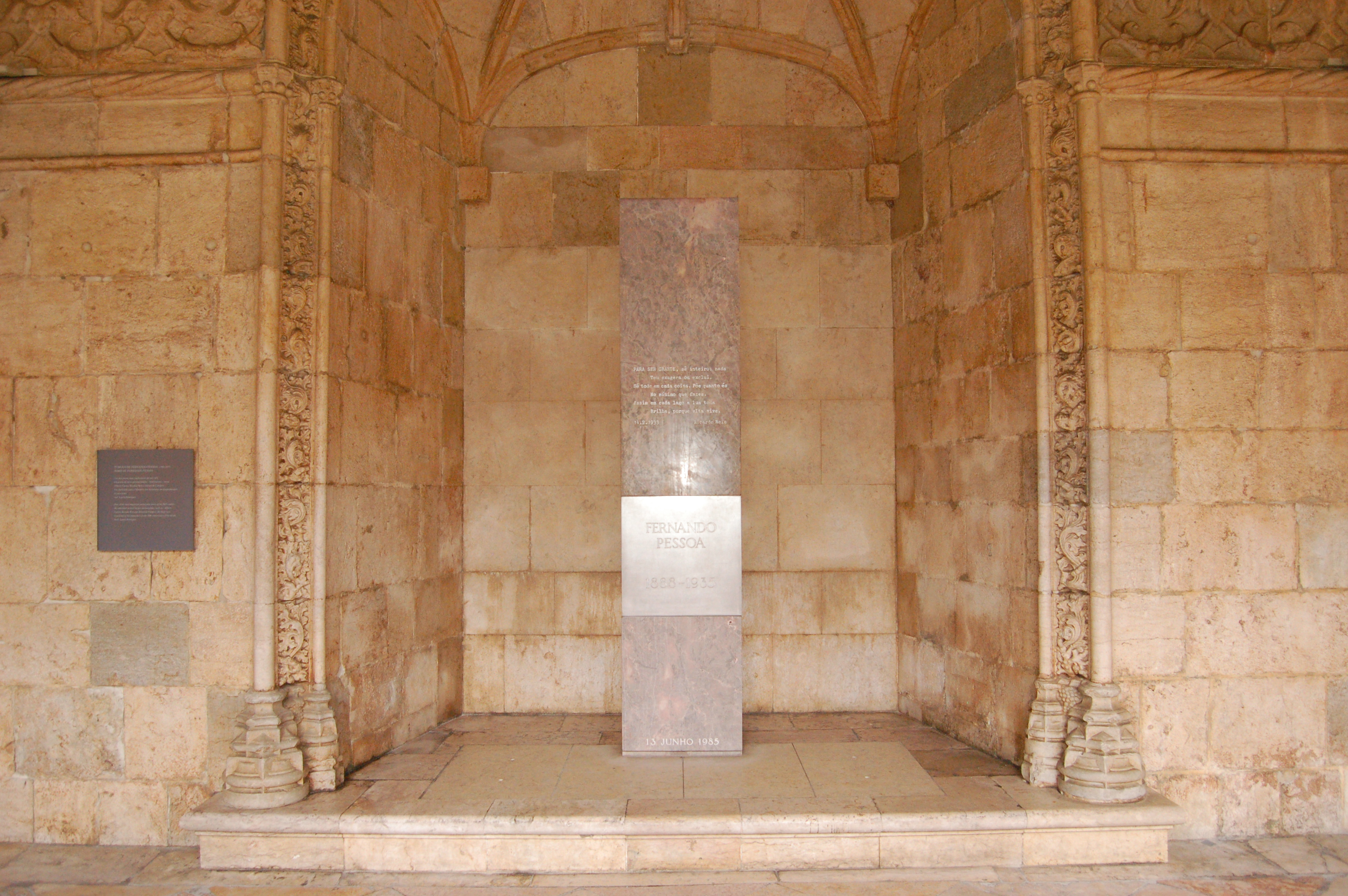
Pessoa's tomb in Lisbon, at the cloister of the Hieronymites Monastery since 1985.

## 이명들

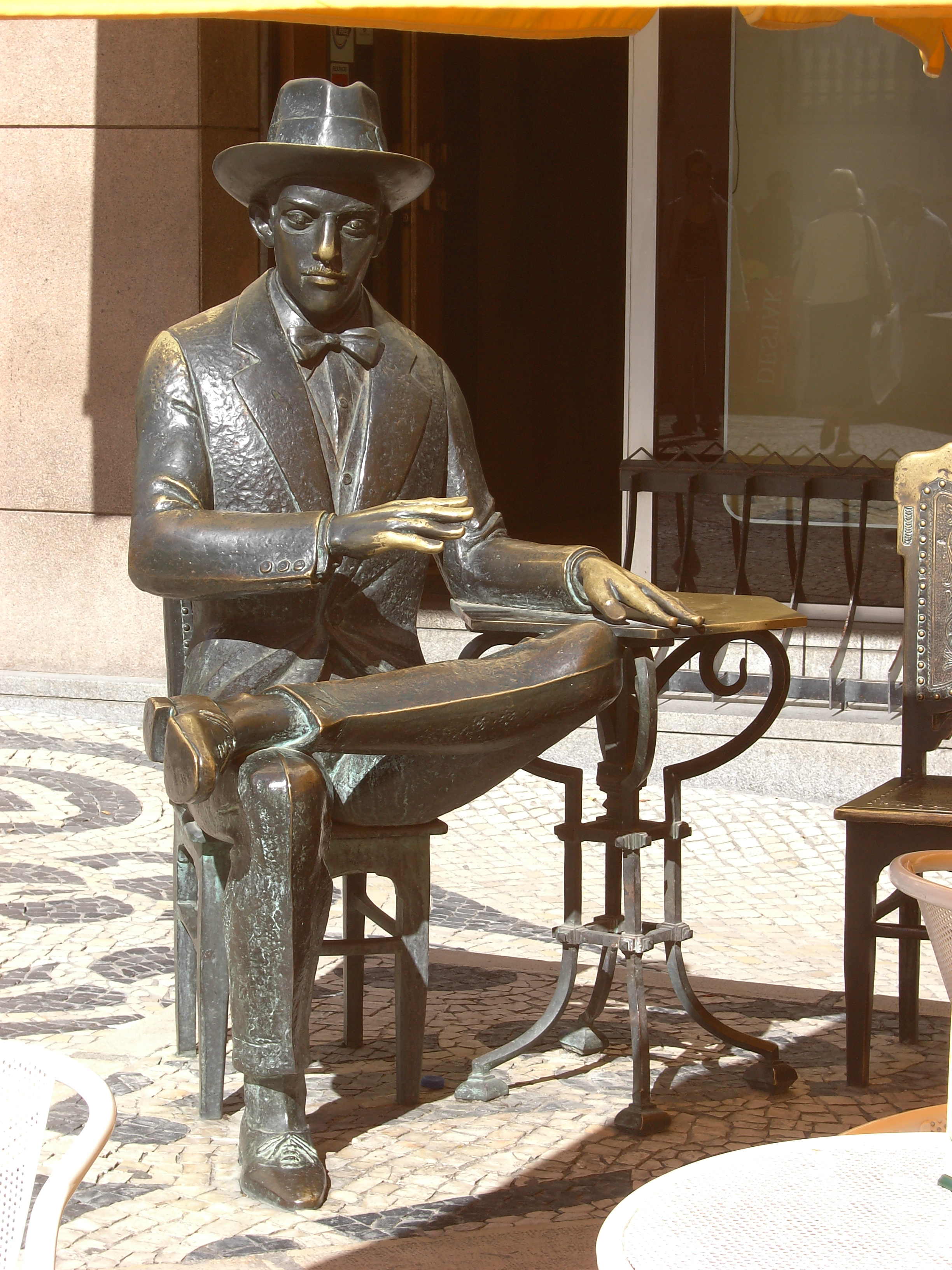
Pessoa's statue outside Lisbon's famous coffeehouse «A Brasileira».

페소아가 6살에 처음으로 사용했던 이명은 슈발리에 드 파였다. 페소아의 또다른 자아가 된 찰스 로버트 애넌의 이름과 더불어 그는 어린 시절 판크라시오 박사, 데이빗 머릭 등의 이명을 사용하였다. 1905년 7월, 그가 리스본 대학의 학생이었을 때는 알렉산더 서치가 애넌의 자리를 대체하였다. 서치는 영국 이름이었지만 리스본에서 탄생하였으며, 페소아가 포르투갈의 문화에 제대로 적응하기까지 사용했던 과도기의 이명을 상징했다.
1910년 10월 5일 혁명 이후의 애국적인 분위기 속에서 페소아는 알바루 드 캄푸스라는, 타비라에서 태어나고 글래시고에서 졸업한 포르투갈 해군 기사를 만들어내기에 이른다. 번역가 리처드 제니스는 페소아가 최소한 72개의 이명을 만들었다고 서술했다. 페소아 그 자신의 말에 따르면 그는 알베르투 카에이루, 알바루 드 캄푸스 그리고 히카르두 헤이스 이 세 가지 이명을 주로 사용했다. 이명들은 모두 다른 역사와 기질, 철학, 외모, 문체를 지니고 있었으며 심지어 서명까지도 달랐다고 한다.

## 간략한 작품 설명

### 메시지

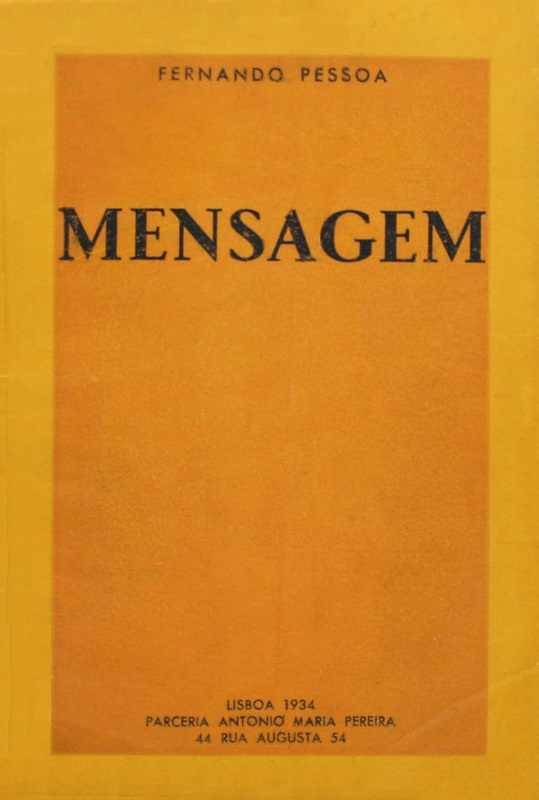
Mensagem, first edition, 1934.

메세지는 포르투갈어로 쓰였으며, 세 파트로 구성되어 44편의 짧은 시가 실린 상징적인 작품이다.
첫 번째 파트 “문장”은 포르투갈의 문장과 관련된 각 분야의 역사적 주인공들을 다뤘다. 가장 앞에 실린 두 편 “성채들”과 “문장이 그려진 방패들” 은 포르투갈의 여러 면에서 받은 영감을 그려내고 있다. 나머지 시들은 모두 역사적인 인물과 관련되어 있으며, 대부분이 대항해시대로 이어진다.
두 번째 파트 “포르투갈 해”는 대항해시대, 그리고 세바스티앙 왕의 죽음으로 몰락한 포르투갈 제국에 대해 말한다. 페소아는 마치 과거의 꿈에서 깨어나 이뤄질 수 없는 미래의 꿈에 빠져든 것처럼, 세바스티앙 왕의 생환과 더욱 부강해진 제국의 풍경 속으로 독자들을 데려 간다.
세 번째 파트 “숨겨진 사람”은 페소아가 바라보는 미래의 평화와 다섯 번째 제국(세바스티앙 왕이 생환할 것이라는 믿음에서 시작된 메시아적인 신화로, 포르투갈에 의해 전 세계가 정신적으로 통합될 것이라는 내용)에 대해 그리고 있다. “숨겨진 사람”, 즉 세바스티앙 왕에 의해 과학과 이성의 시대에 직관적이고 신비로운 부분이 합쳐지게 된다는 뜻이다. 이 세 번째 장에서는 신에 의해 포르투갈이 인류의 운명을 이끌어 가기를 바라는 소망이 표현되고 있다.
“메시지”에 세 파트 모두에 등장하는 이 세바스티앙 왕은, 꿈을 크게 꾸는 것과 그 꿈을 이룰 수 있다고 믿는 것 등을 상징한다.
두 번째 파트의 시 “어린 아이”의 첫 구절 “신은 바라며, 사람은 꿈꾸고, 작품은 태어난다”는 “메시지”에서 가장 유명한 인용문이다. 또한 “율리시스”의 첫 구절 “신화는 아무 것도 아니며 모든 것이다” 도 잘 알려져있다. 이 시는 이타카의 왕이었던 율리시스의 이야기를 다루고 있다.

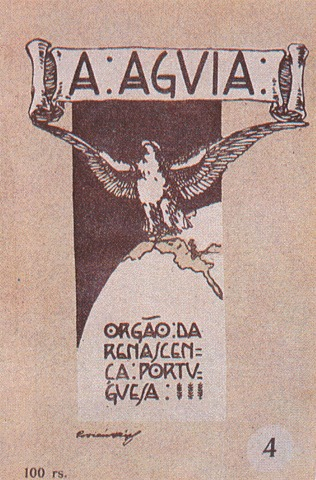
A Águia, journal of the Portuguese Renaissance, nr. 4, April 1912.

### 문학 에세이
문화 잡지 아기아는 “포르투갈 르네상스”라는 공화당 협회에 의해 1910년 12월 오포르투에서 만들어졌는데, 페소아는 이 잡지에 상당 수의 에세이를 기고하였다. 아기아를 창간한 사람들은 작가이자 시인이었던 테세이라 드 파스쿠스를 중심으로 철학자 레오나르도 코임브라와 역사학자 제이미 코르테사우 등이 있었는데, 이들의 목적은 포르투갈 문화의 부흥이었다. 페소아 또한 여러 편의 논문을 기고하여 이 잡지에 기여하였는데 “사회학적으로 고려된 새로운 포르투갈 시문학”, “재발한…”, “포르투갈 시문학의 심리학적 양상” 등이 있었다. 페소아는 이 글들을 통헤 포르투갈의 옛 향수가 느껴지는 문학을, 특히 테세이라 드 파스쿠스와 마리오 베이리우의 시를 찬미하였다. 페소아는 이 논문들을 시작으로 현대 유럽 문학의 감정가이자 문학의 첨단을 걷는 전문가로서 알려지게 된다. 반면, 그는 분석하는 방법이나 관념사의 문제에 대해서는 별다른 신경을 쓰지 않았다. 그는 포르투갈에 머지 않아 카몽이스의 뒤를 이을 훌륭한 시인이 탄생하여 유럽 문화에, 나아가 인류에 중대한 기여를 할 것이라 믿어 의심치 않았다.

### 철학 에세이
1905년부터 1912년 사이에 페소아가 남긴 철학 노트들에 의하면 그는 오래된 고전을 직접 읽기보다는 해설을 통해 철학 역사에 대해 배운 것처럼 보인다. 그가 다룬 문제들은 모든 철학적 분야와 관계가 있으며 방대한 개념을 다루고 있어서, 여섯 줄짜리 글도 있는가 하면 여섯 페이지에 달하는 글도 있고 깊이 역시 천차만별이다.

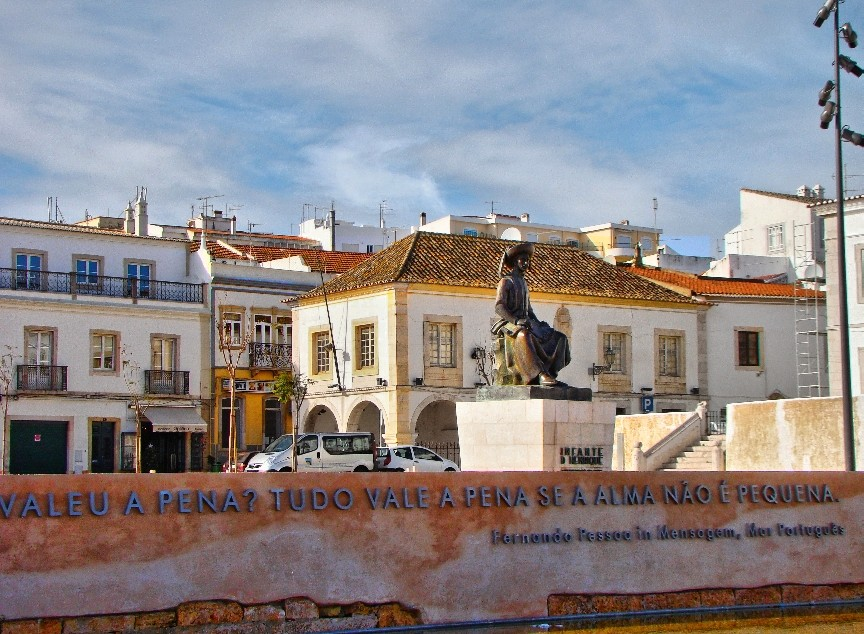
A passage from his famous poem "Mar Português" from "Message", in the city of Lagos, Portugal.

페소아는 철학 시스템을 다음과 같이 분류하였다.
1. 상대적인 유심론과 상대적인 물질주의는 경험과 자료를 구성하는 주요한 요소로 “정신”이나 “물질”을 꼽는다.
2. 절대적인 유신론자와 절대적인 물질주의자는 경험을 구성하는 모든 요소의 객관적 실재를 부정한다.
3. 스피노자가 주장한 물질주의적 범신론과 말브랑슈가 주장한 유신론적 범신론은 경험이 그 핵심에 물질도 정신도 없는 모든 것들의 징후임을 인정한다.
4. 물질과 정신 모두 “환상에 불과한 징후”라고 여기는 데에서 초월주의가 등장한다. 쇼펜하우어가 물질에 대한 초월주의를 주장했고, 베르그송은 정신에 대한 초월주의를 주장했다.
5. “제한된 형이상학의 정점”이라는 마지막 체계는 급진적으로 오지 않을 것이다. 대신 모든 분류에 대해 “전체의 핵심”이라는 모순을 취해 “진실성의 확인이 모순보다 더 진실되다”고 변호한다. 초월주의는 반드시 분류를 넘어서 받아들여져야 한다.

페소아는 이러한 범신론적 초월주의를 사용하여, 포르투갈의 옛 정취를 찾고자 하는 시문학 운동이 기존의 모든 체계를 포용하고 초월하는 새로운 패러다임이라고 정의했고 나아가 형이상학과 종교성이 체계 너머의 모든 것을 탐구하기 위한 것이라고 암시했다.

## 작품 목록
- 불안의 책, 오진영 번역, 문학동네, 2015, ISBN 9788954625760
- 불안의 서, 배수아 번역, 봄날의책, 2014, ISBN 9788996997962
- 불안의 책, 김효정 번역, 까치, 2012, ISBN 9788972915232
- 페소아의 리스본, 박소현 번역, 안그라픽스, 2017, ISBN 9788970599076
- 페소아와 페소아들, 김한민 번역, 워크룸프레스, 2014, ISBN 9788994207421
- 시는 내가 홀로 있는 방식, 김한민 번역, 민음사, 2018, ISBN 9788937475245
- 초콜릿 이상의 형이상학은 없어, 김한민 번역, 민음사, 2018, ISBN 9788937475252
- 내가 얼마나 많은 영혼을 가졌는지, 김한민 번역, 문학과 지성사, 2018, ISBN 9788932034690